# Уикънбърг
Уикънбърг (на английски: Wickenburg) е град в окръг Марикопа, щата Аризона, САЩ. Уикънбърг е с население от 6593 жители (2007) и обща площ от 29,8 km². Намира се на 627 m надморска височина. ZIP кодът му е 85358 и 85390, а телефонният му код е 928.